# Skogsbränderna i Australien 2009
Skogsbränderna i Australien 2009 bröt ut den 7 februari 2009. En rad skogsbränder och 31 större bränder härjade i den australiska delstaten Victoria samt i delar av grannstaterna New South Wales och Western Australia; Victoria blev emellertid i särklass hårdast drabbat. Den 11 februari hade bränderna krävt minst 210 dödsoffer. 100 människor hade förts till sjukhus med brännskador, tjugo personer ansågs vara i ett kritiskt tillstånd och nio hade livshotande skador. Skogsbränderna var de värsta som drabbat Australien och de anses också vara en av de värsta katastrofer som över huvud taget drabbat landet.
Bränderna förstörde över 2 000 hem och en yta på 365 000 hektar (en yta ungefär lika stor som Gotland) eldhärjades. Städer Kinglake, Marysville, Narbethong och Strathewen blev väldigt hårt drabbade. Flera av bränderna anses vara anlagda av pyromaner, Australiens premiärminister Kevin Rudd jämförde pyromanerna med massmördare.

## Anledningar
Dessa faktorer har spelat roll:
- Högtryck - flera dagar av extremt höga temperaturer
- Anlagda bränder

- Se även värmeböljan i Australien 2009

## Konsekvenser
210 dödsoffer har bekräftats i samband av bränderna.
Brian Naylor, känd tv-personlighet från tv-kanalerna Seven Network och Nine Network och hans fru Moiree var bland de döda i skogsbränderna i Kinglakeområdet.
I dessa områden har dödsoffer rapporterats:

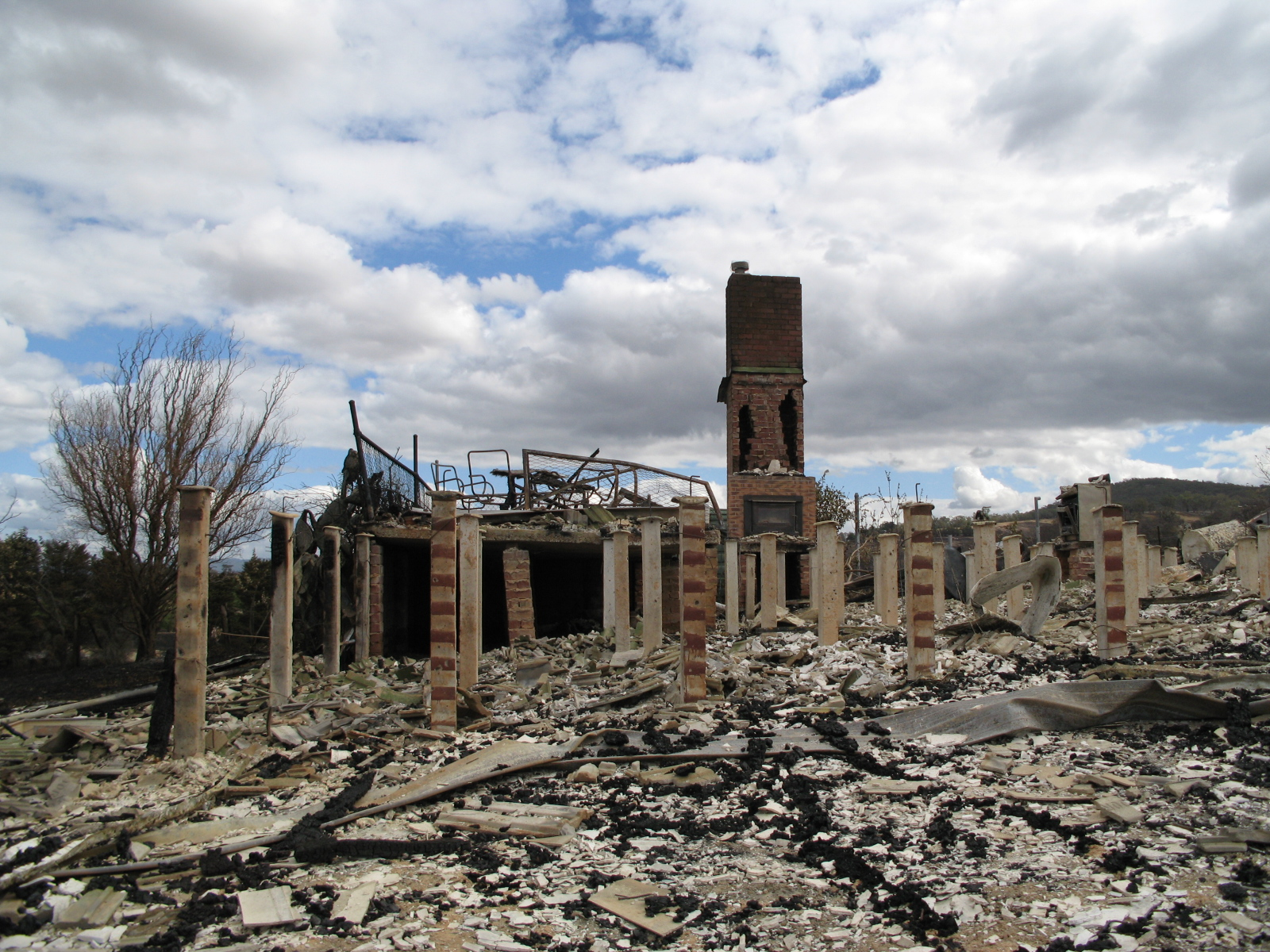
Skogsbrand som har dragit fram i staden Yarra Glen

- Kinglake-området
  - 35 – Kinglake
  - 30 – StrathewenSkogsbrand som har dragit fram i staden Yarra Glen

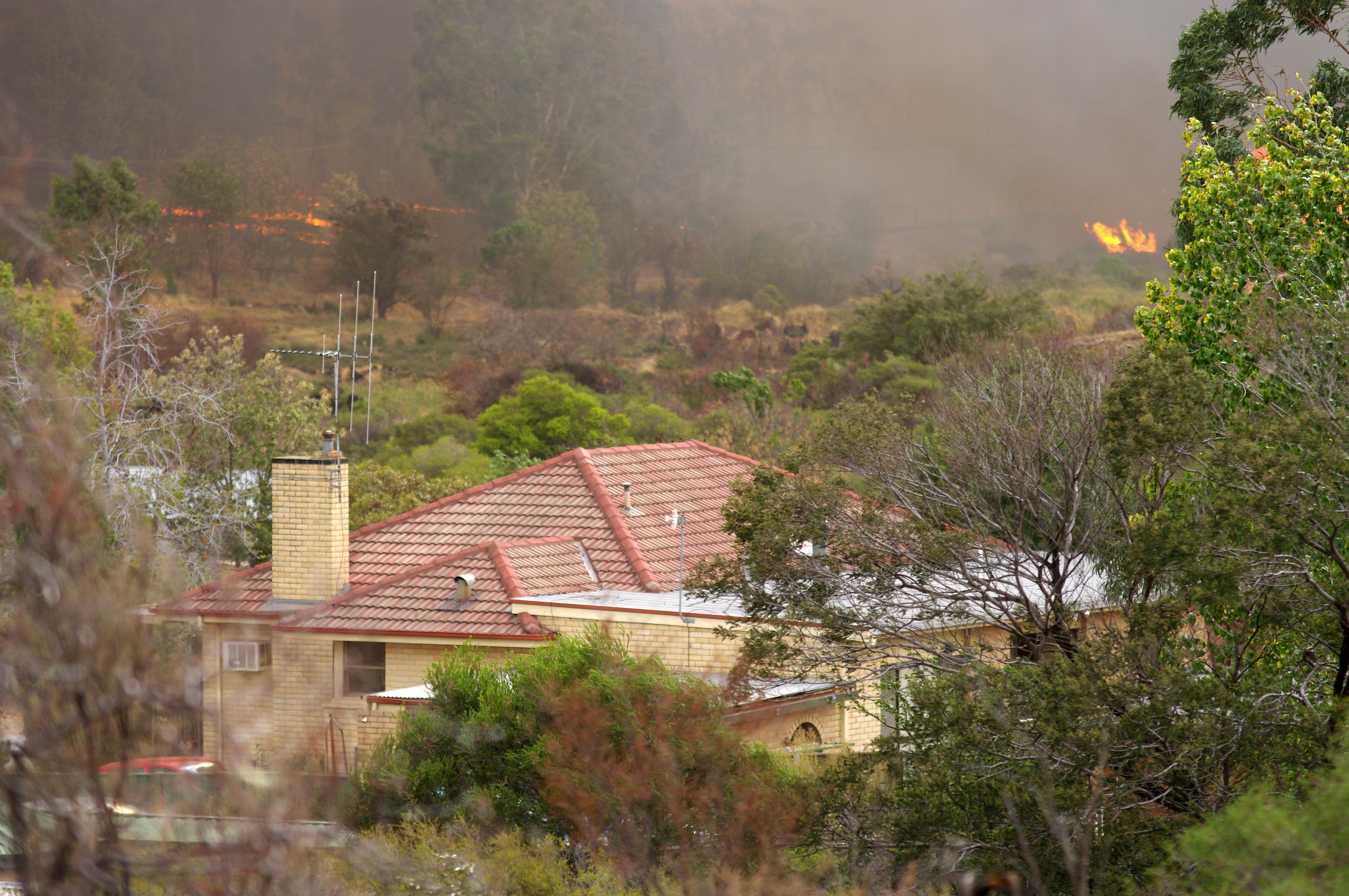
Skogsbrand i staden Bendigo

  - 22 – St Andrews
  - 15 – Marysville
  - 9 – Narbethong
  - 7 – Steels Creek
  - 6 – Humevale
  - 4 – Kinglake West
  - 4 – Wandong
  - 4 – Flowerdale
  - 3 – Taggerty Skogsbrand i staden Bendigo
  - 3 – Arthurs Creek
  - 2 – Hazeldene
  - 1 – Yarra Glen
  - 1 – Clonbinane
  - 1 – Heathcote Junction

- Churchill
  - 11 – Callignee
  - 4 – Hazelwood
  - 4 – Koornalla
  - 1 – Jeeralang
  - 1 – Upper Callignee

- Bendigo
  - 1 - Eaglehawk

- Beechworth
  - 2 – Mudgegonga

- Okänd
  - 10 - Okänd plats